# Millward Brown
Millward Brown este o companie globală de cercetare de marketing, având o subsidiară și în România.
În anul 2008, compania și-a schimbat numele din Daedalus Consulting în Daedalus Millward Brown.
Număr de angajați în 2010: 37
Este parte a Kantar Group și a doua cea mai mare organizație ce cercetare de piață după Nielsen Company.